# سليم عقل
سليم ج. عقل (دكتوراه، جامعة ماكجيل ، 1978) أستاذ بجامعة كوينز في كلية كوين للحوسبة ، حيث يقود مجموعة الحوسبة المتوازية وغير التقليدية. تتركز اهتماماته البحثية بشكل أساسي في مجال تصميم الخوارزميات وتحليلها، لا سيما فيما يتعلق بالحوسبة المتوازية والحوسبة غير التقليدية .

## أنشطة
يشغل عقل حاليًا منصب مدير كلية الحاسبات في جامعة كوينز. وهو رئيس تحرير رسائل المعالجة المتوازية التي نشرتها World Scientific Publishing في عام 1991  ومحرر لعدة مجلات الحوسبة الرئيسية بما في ذلك:
- المجلة الدولية للحوسبة غير التقليدية (نشر المدينة القديمة، 2011) [4]
- الهندسة الحاسوبية (إلسفير، 1993) [5]
- المجلة الدولية للأنظمة الموازية والناشئة والموزعة (تايلور وفرانسيس، 2004) [6]
- الاتصالات في الهندسة التطبيقية (منشورات أبحاث الهند، 2006) [7]

عقل هو عضو مؤسس هيئة التحرير في المجلة الدولية للحوسبة عالية الأداء والشبكات (منشورات Inderscience ، 2003) ،  ومحرر سابق لمجلة تشفير التشفير (Springer-Verlag ؛ 1988-1991) ، رسائل معالجة المعلومات (الشمال هولندا ؛ 1989-1999) ، والخوارزميات والتطبيقات المتوازية (تايلور وفرانسيس ؛ 1991-2004).

### البحوث الحالية
في الآونة الأخيرة خلق عقل «الكم الشطرنج». غرض Quantum Chess ليس جعل اللعبة أكثر صعوبة ؛ بدلاً من ذلك، من خلال إضافة عدم إمكانية التنبؤ بفيزياء الكم إلى لعبة الشطرنج، يتم وضع البشر وأجهزة الكمبيوتر في ساحة لعب متكافئة، حيث يواجه كلاهما نفس الصعوبات التي يطرحها غرابة الكم. كتب أليس ويزماث، وهو طالب صيفي في المرحلة الجامعية الأولى، برنامجاً ينفّذ أحد النسخ العديدة التي اقترحها عقل في مقاله حول أهمية الكم في مقالة رسائل المعالجة المتوازية في سبتمبر.
ادعى عقل أن فكرة الشمولية في الحساب خاطئة. يؤكد Akl أنه لا يمكن لأي آلة أن تدعي عالمية حيث سيكون هناك دائمًا مجموعة أكبر من المشكلات التي لا يمكن لهذه الآلة حلها.
يمكن العثور على وصف أكثر تفصيلاً لنتائج Akl غير اللاإنسانية في الحساب هنا: غير عالمية في الحوسبة: أسطورة الكمبيوتر العالمي.

### المؤتمرات
ترأس Akl المؤتمر الدولي 2007 حول الحوسبة غير التقليدية الذي انعقد في كينغستون ، أونتاريو ، كندا .

## المنشورات
عقل مؤلف العديد من الكتب المدرسية في مجالات الحوسبة المتوازية والهندسة الحاسوبية :
- خوارزميات الفرز المتوازية (Academic Press، 1985)
- تصميم وتحليل الخوارزميات المتوازية (برنتيس هول، 1989)
- الحوسبة المتوازية: النماذج والأساليب (برنتيس هول، 1997).

وهو أيضًا مؤلف مشارك في " هندسة الحوسبة المتوازية" (Prentice Hall ، 1993) ، التحكم في الوصول للتشفير التكيفي (Springer ، 2010) ، تطبيقات تشفير الكم (LAP Lambert Academic Publishing ، 2018) ومن From Parallel to Emergent Computing 2019).
يعتبر كتابه حول الهندسة الحسابية Parellel هو العمل النهائي في هذا الموضوع.

## الجوائز والتقدير
فاز عقل بجائزة هوارد ستافيلي 2004 و 2007 للتفوق في التدريس. حصل على جائزة جامعة كوين للتميز في البحث عام 2005  وجائزة جامعة كوين للتميز في الإشراف على الدراسات العليا في عام 2012  شغل منصب مدير مدرسة الملكة للحوسبة (2007 - 2017). في عام 2018 ، حصل الدكتور عقل على جائزة CS-Can / Info-Can Lifetime Achievement في علوم الكمبيوتر.

## روابط خارجية
- صفحة سليم عقل الرسمية
- مجلة مختارة وأوراق المؤتمر
- تقارير فنية مختارة
- جامعة كوينز للحوسبة
- جامعة كوينز للحوسبة : مجموعة حساب موازية وغير تقليدية
- المؤتمر الدولي للحساب غير التقليدي 2007